# Trần Quang Phương
Trần Quang Phương (sinh ngày 6 tháng 5 năm 1961) là một sĩ quan cấp cao của Quân đội nhân dân Việt Nam, hàm Thượng tướng. Ông hiện là Ủy viên Ban Chấp hành Trung ương Đảng khóa XIII, Phó Chủ tịch Quốc hội Việt Nam khoá XV phụ trách quốc phòng - an ninh, Ủy viên Quân ủy Trung ương nhiệm kỳ 2021 - 2026. Ông từng là Phó Chủ nhiệm Tổng cục chính trị Quân đội nhân dân Việt Nam, nguyên Bí thư Đảng ủy, Chính ủy Quân khu 5.

## Thân thế và giáo dục

### Tiểu sử
Trần Quang Phương sinh ngày 6 tháng 5 năm 1961, tại tỉnh Quảng Bình, nguyên quán tại tỉnh Quảng Ngãi. Gia đình của ông thuộc tầng lớp bần nông.
Dù sinh tại tỉnh Quảng Bình nhưng quê gốc của ông ở tỉnh Quảng Ngãi.
Nơi ở hiện nay: Số 315 Lê Quảng Chí, tổ 79, phường Hòa Xuân, quận Cẩm Lệ, TP Đà Nẵng.

### Giáo dục
Trình độ giáo dục phổ thông của ông là 12/12, ông có học vị cử nhân về Xây dựng Đảng và Chính quyền Nhà nước, bằng lý luận chính trị của ông là cao cấp.

## Sự nghiệp

### Binh nghiệp
Tháng 4 năm 1979 đến tháng 10 năm 1980, ông là Tiểu đội trưởng thuộc Tiểu đoàn 3, Trung đoàn 809, Sư đoàn 423, Quân đoàn 14. Tháng 11 năm 1980 đến tháng 8 năm 1983, ông là nhân viên thống kê chính trị thuộc Tiểu đoàn 3, Trung đoàn 809, Sư đoàn 423, Quân đoàn 14. Ngày 12 tháng 4 năm 1982, ông gia nhập vào Đảng Cộng sản Việt Nam.
Tháng 9 năm 1983, ông được cử đi học tại trường Sĩ Quan Chính trị. Ngày 12 tháng 10 năm 1983, ông chính thức trở thành đảng viên.  Năm 1986, ông ra trường với tấm bằng loại ưu, Thủ khoa của Khóa học. Sau đó ông được Bộ Quốc phòng điều về Quân khu 5 nhận công tác. 
Tháng 9 năm 1986 đến tháng 9 năm 1987, ông là Phó Đại đội trưởng về Chính trị, Tiểu đoàn 16, Sư đoàn 2, Quân khu 5. Tháng 10 năm 1987,ông là trợ lý Tuyên huấn, Phòng Chính trị của Sư đoàn 2, Quân khu 5.
Tháng 7 năm 1988, ông là Tiểu đoàn phó về Chính trị Tiểu đoàn bộ binh 3 - Trung đoàn bộ binh 1 - Sư đoàn 2 - Quân khu 5.
Tháng 7 năm 1990, ông giữ chức Phó chủ nhiệm Chính trị Trung đoàn bộ binh 1 - Sư đoàn 2 - Quân khu 5.
Tháng 9 năm 1992, ông được cử đi học ở tại Học viện Chính trị Quân sự. Tháng 7 năm 1995, sau 3 năm khóa học ông lại được Bộ Quốc phòng điều về Quân khu 5.
Tháng 8 năm 1995, ông làm trợ lý Thanh niên đến tháng 6 năm 1998 thì làm trợ lý Phòng Tổ chức đến tháng 4 năm 2000 thì làm Phó Trưởng phòng Phòng Tổ chức tại Cục Chính trị Quân khu 5. Tháng 5 năm 2002, ông chuyển sang làm Phó chủ nhiệm Chính trị  Sư đoàn 2 - Quân khu 5.
Tháng 1 năm 2003, ông giữ chức Chủ nhiệm Chính trị Sư đoàn bộ binh 2 của Quân khu 5 đến tháng 11 năm 2003 ông làm Phó Sư đoàn trưởng về Chính trị Sư đoàn bộ binh 2 đồng thời là Bí thư Đảng ủy Sư đoàn tại Quân khu 5.
Tháng 7 năm 2005, ông là Phó Chỉ huy trưởng về Chính trị Bộ Chỉ huy Quân sự tỉnh Quảng Ngãi, quân khu 5, Phó Bí thư Đảng ủy Quân sự tỉnh. Tháng 5 năm 2006, ông là Chính ủy Bộ Chỉ huy Quân sự tỉnh Quảng Ngãi, quân khu 5, Phó Bí thư Đảng ủy Quân sự tỉnh.
Tháng 5 năm 2008, ông làm Phó Chủ nhiệm Chính trị rồi trở thành Chủ nhiệm Chính trị vào tháng 7 năm 2010 đến tháng 6 năm 2011 ông là Bí thư Đảng ủy, Chính ủy tại Quân khu 5.
Tháng 4 đến tháng 5 năm 2013, ông là học viên bồi dưỡng kiến thức QPAN tại Học viện Quốc phòng rồi học tiếp bồi dưỡng nguồn cán bộ cao cấp tại Học viện Chính trị - Hành chính quốc gia HCM từ tháng 8 đến tháng 12 năm 2013.
Ngày 26 tháng 1 năm 2016 được bầu vào Ủy viên Ban Chấp hành Trung ương Đảng Cộng sản Việt Nam khóa XII, Ủy viên Quân ủy Trung ương.
Tháng 5 năm 2019, ông được Thủ tướng Chính phủ bổ nhiệm giữ chức Phó Chủ nhiệm Tổng cục chính trị Quân đội nhân dân Việt Nam.
Ngày 26 tháng 10 năm 2019, ông được Tổng Bí thư, Chủ tịch nước Nguyễn Phú Trọng trao quyết định thăng quân hàm Thượng tướng Quân đội nhân dân Việt Nam (cùng với thượng tướng Đỗ Căn).
Ngày 30 tháng 1 năm 2021, tại Đại hội đại biểu toàn quốc lần thứ XIII của Đảng, ông được bầu là Ủy viên Ban Chấp hành Trung ương Đảng Cộng sản Việt Nam khoá XIII, nhiệm kỳ 2021-2026.
Ông trúng cử Đại biểu Quốc hội khóa XV thuộc tỉnh Quảng Ngãi với 85,22% số phiếu.

### Phó Chủ tịch Quốc hội
Ngày 20 tháng 7 năm 2021, ông được bầu giữ chức Phó Chủ tịch Quốc hội Việt Nam khóa XV.

## Khen thưởng
- Huân chương Chiến công hạng Nhất.
- Huân chương Hữu nghị cấp Nhà nước Vương quốc Campuchia
- Huân chương Chiến thắng (hạng Nhất)
- Huân chương Chiến sĩ vẻ vang (hạng Nhất, hạng Nhì, hạng Ba)
- Huy chương Quân kỳ quyết thắng.
- Huân chương Quân công hạng Ba
- Và nhiều danh hiệu Chiến sỹ thi đua, Bằng khen và Giấy khen

## Lịch sử thụ phong quân hàm
| Năm thụ phong | 1986     | 1988      | 1991   | 1994     | 1998     | 2002      | 2006   | 2011        | 09/2015     | 10/2019      |
| ------------- | -------- | --------- | ------ | -------- | -------- | --------- | ------ | ----------- | ----------- | ------------ |
| Quân hàm      |          |           |        |          |          |           |        |             |             |              |
| Cấp bậc       | Trung úy | Thượng úy | Đại úy | Thiếu tá | Trung tá | Thượng tá | Đại tá | Thiếu tướng | Trung tướng | Thượng tướng |